# Доленє Грчевє
Доленє Грчевє (словен. Dolenje Grčevje) — поселення в общині Ново Место, регіон Південно-Східна Словенія, Словенія. Висота над рівнем моря: 310,2 м.